# Blanca Fernández Ochoa
Blanca Fernández Ochoa (* 22. April 1963 in Madrid; † zwischen dem 24. August und dem 4. September 2019 im Berggebiet La Peñota) war eine spanische Skirennläuferin.

## Biografie
Fernández Ochoa stammte aus einer Familie erfolgreicher Skifahrer. Sie war eine von fünf Geschwistern, die für das spanische Skiteam an den Olympischen Winterspielen teilnahmen. Ihr älterer Bruder Francisco (1950–2006) wurde bei den Olympischen Winterspielen 1972 in Sapporo Olympiasieger im Slalom. Ihr älterer Bruder Juan Manuel Fernández Ochoa (* 1951) ging bei den Olympischen Winterspielen 1976 in Innsbruck an den Start. Ihr jüngerer Bruder Luis Fernández Ochoa (* 1965) startete bei den Olympischen Winterspielen 1984 in Sarajevo und den Olympischen Winterspielen 1988 in Calgary. Ihre jüngere Schwester Dolores Fernández Ochoa (* 1966) nahm an den Olympischen Winterspielen 1984 in Sarajevo an den Wettbewerben Slalom und Riesenslalom teil.
Sie selbst bestritt ihr erstes Weltcuprennen in der Saison 1980/81. Den ersten Sieg feierte sie im März 1985 im Riesenslalom von Vail. Insgesamt gewann Fernández Ochoa in ihrer Karriere vier Weltcuprennen (drei Slaloms und einen Riesenslalom), weitere 16 Mal fuhr sie unter die ersten drei.
Bei den Olympischen Winterspielen in Calgary lag sie im Riesenslalom am 24. Februar 1988 nach dem ersten Lauf mit 0,30 Sekunden Vorsprung auf die Deutsche Christa Kinshofer (und 0,85 Sekunden auf die „nur“ Fünftplatzierte Schweizerin Vreni Schneider) vorne, doch vor den Augen ihres Bruders Francisco, der als TV-Kommentator anwesend war, rutschte sie auf der härteren Piste im zweiten Lauf nach erneut bestechend dynamischem Beginn im 13. Tor auf dem Innenski weg.
Der größte Erfolg ihrer Karriere gelang ihr 1992 bei den Olympischen Winterspielen in Albertville, als sie im Slalom die Bronzemedaille gewann. Dies war erst die zweite und bislang letzte olympische Medaille für Spanien in den alpinen Wettbewerben. Nach der Saison 1991/92 beendete sie ihre Karriere.
Am 18. Juli 1991 heiratete sie im Kloster El Escorial den Italiener Danielle Fioretto, der damals technischer Direktor und Trainer der spanischen Nationalmannschaft war; die Ehe wurde 1994 geschieden. Später schloss Ochoa eine zweite Ehe mit dem Tauchlehrer David Fresneda, mit dem sie zwei Kinder hatte, eine Tochter (* 1999) und einen Sohn (* 2000); diese Ehe endete 2007 mit einer Scheidung. Die beiden Kinder leben bei ihrem Vater. Ochoa lebte zuletzt bei ihrer Schwester und ihrem Schwager.
Blanca Fernández Ochoa trat in mehreren Reality-TV-Shows im spanischen Fernsehen auf.
Am 24. August 2019 wurde Blanca Fernández Ochoa, die an einer bipolaren Störung litt, von ihrer Familie als vermisst gemeldet, nachdem sie von einer fünftägigen Bergwanderung nicht zurückgekehrt war. Sie wurde zuletzt am 24. August 2019 lebend gesehen. Am 1. September fand man ihr Auto auf einem Wanderparkplatz in der Gemeinde Cercedilla in der Sierra de Guadarrama und am 4. September 2019 wurde ihre Leiche von einem Polizisten im Berggebiet La Peñota gefunden. Am 5. September 2019 wurde erklärt, sie sei durch Suizid gestorben, weil Lithiumtabletten und eine Flasche Wein in der Nähe ihres Körpers gefunden wurden. Dem Augenschein nach war Fernandez Ochoa zum Zeitpunkt ihrer Auffindung schon längere Zeit tot.

## Weltcupsiege
| Datum             | Ort       | Land       | Disziplin    |
| ----------------- | --------- | ---------- | ------------ |
| 3. März 1985      | Vail      | USA        | Riesenslalom |
| 26. November 1987 | Sestriere | Italien    | Slalom       |
| 22. Dezember 1990 | Morzine   | Frankreich | Slalom       |
| 1. Dezember 1991  | Lech      | Österreich | Slalom       |